# Municipio di Losanna
Il Municipio di Losanna è uno storico edificio nonché sede municipale della città di Losanna in Svizzera.

## Storia
Un piccolo mercato venne creato a Losanna verso la fine del IX secolo all'incrocio tra le vie che lasciano la collina della Cité in direxione sud e ovest e che diventerà in futuro la place de la Palud. Questo mercato acquisì nel corso degli anni una certa importanza. Dei documenti menzionano la presenza, nel XIV secolo, di un padiglione coperto con funzione di magazzino, di riparo per i mercanti e di locale per il peso delle merci. All'inizio del XV secolo il mercato si trovò congestionato e richiedente di uno spazio più grande. Così, a seguito dell'incendio che nel 1405 distrusse parzialmente il quartiere della Palud, il vescovo decise di acquistare alcune case sul limitare della piazza per costruirvi dei nuovi padiglioni destinati specificatamente al grano, i quali, a loro volta, si rivelarono troppo piccoli. Un ulteriore magazzino, parzialmente realizzata in muratura, venne aggiunta nel 1415. A partire da allora, le assemblee pubbliche si tennero, in caso mdi cattivo tempo, in questi padiglioni che finirono per essere trasformati nel municipio della città tra il 1454 e il 1461. Il Consiglio della città vi si reunì per la prima volta il 24 gennaio 1469; la Palud divenne allora il centro amministrativo della città, status confermato in seguito all'unione della Città inferiore e della Cité nel 1481. A partire dal 1501, le elezioni del Consiglio e del sindaco si svolsero alla Palud e non più nella cattedrale.
Il municipio, nelle sue forme odierne, venne costruito sulle fondamenta del precedente tra il 1673 e il 1675 dall'architetto Abraham de Crousaz secondo i progetti realizzati da Pierre Rebeur, venendo ulteriormente elevato nel 1816 dall'architetto Henri Perregaux.

## Descrizione
Il palazzo si affaccia sulla place de la Palud. La sua facciata posteriore, invece, dà sulla place de la Louve. Le due piazze sono collegate da un passaggio che passa sotto al municipio. L'edificio è sormontato da una torre civica. Le coperture ricordano, nelle loro forme, i tetti tipici delle fattorie della regione.

## Galleria d'immagini

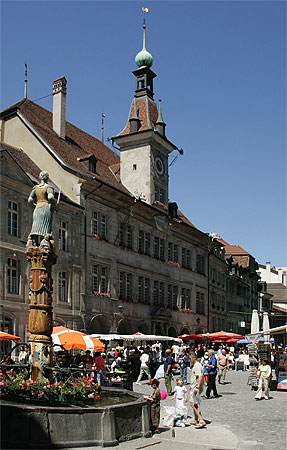
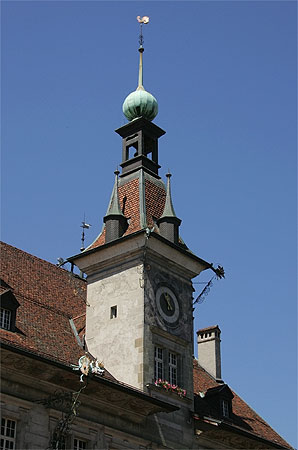
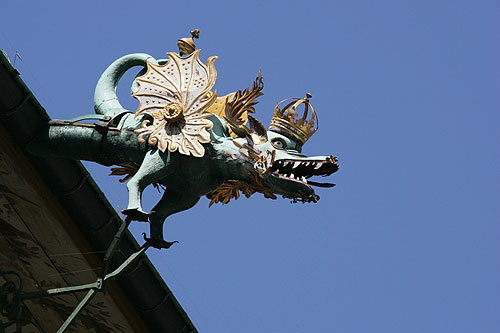